# 사이비 종교
사이비 종교(似而非 宗敎, 영어: pseudoreligion, pseudotheology) 또는 유사 종교(類似 宗敎)는 종교의 겉모습을 하고 반사회적인 행동과 가정파탄과 인생을 비참하게 할 목적으로 만들어진 가짜종교를 의미한다. 사이비(似而非)의 문자 그대로의 뜻은 "겉으로는 비슷해보이지만 근본적으로는 그렇지 않다"로, 신흥종교 중에서 사회에 해악을 끼치는 종교를 뜻하는 의미로 쓰인다. 이런 뜻에서는 사이비 종교에 해당하는 단체는 깨달음(다르마 계통의 종교), 구원(아브라함 계통의 종교), 도(도 계통의 종교) 혹은 수기치인(유교) 등과 같은 종교적 본질을 표방하기는 하나 실제로는 추구하지 않는, 종교 단체라고 부를 수 없는 어떤 단체를 가리킨다. 마찬가지로, 사이비 종교인(似而非 宗敎人)은 종교적 본질을 자신의 삶의 중심인 것으로 표방하나 실제로는 종교적 본질을 추구하지 않는 사람을 가리킨다. 또한 이러한 문자 그대로의 뜻보다 더 포괄적으로, 사이비 종교는 건전하지 않은 종교(사회적 문제와 법적 문제 등을 일으키는 경우)를 가리킨다.

이단과 사이비를 혼동하는 경우가 많은데, "이단(異端)"이라는 표현은, 엄밀한 의미에서는, 배타적인 시각에서 자신의 신앙과 일치하지 않는 다른 신앙, 종교 또는 종파를 의미하며 사이비(似而非)종교는 종교의 겉모습을 하고 신도들에게  많은돈을 내도록 하고 범죄가 일어나며 포교하는 등 반사회적 행동을 하는 범죄 집단을 의미한다. 따라서 이단 종교라도 반사회적인 행동과 가정파단 비참한 인생으로 만들지 않으면 사이비종교에 해당하지 않으며 같은 종교 내에서도(모든 종교가 해당된다) 사이비 종교인과 그렇지 않은 종교인이 존재한다. 이단의 경우 종교적 기준에 따르나, 사이비는 종교적 기준 이외에 도덕적, 법적 기준이 적용되기도 한다.

## 명칭 및 구분
한국에서 유사종교란 말은 국법(國法)의 공인과는 관계없이 대중 사이에서 갑자기 퍼져나간 종교 집단들을 지칭하는 말로 흔히 쓰인다. 그리하여 신흥종교와 구별 없이 사용될 경우가 많다. 기성종교인 또는 일반지성인들로부터 저열시(低劣視)된 신흥종교의 한 국면(局面)을 지탄하려는 표현이기도 하다.
한국에서 유사종교란 말을 쓰게 된 것은 일제강점기인 1919년에 비롯된다. 즉, 그 당시의 문무성(文務省) 종교국의 통첩으로 "신(神)·불(佛)·기(基)의 종파에 속하지 않고 종교유사(宗敎類似)의 행위를 하는 자를 조사 통보하라"는 지시가 내렸다. 그들은 한국인의 종교를 조사 정리할 때 신·불·기에 속하지 않는 민족종교의 양상들을 일괄하여 '조선의 유사종교(類似宗敎)'라고 불렀던 것이다. 오늘날도 많은 사람들이 타종교(他宗敎)나 신흥종교를 저열시하려는 데서 유사종교라는 말을 쓰는 경향이 있으나 그 개념을 분별하지 못하고 사용하는 의식구조는 그때 이루어진 조사자료가 나돌고 있기 때문에 그 영향을 받은 것으로 보인다.
유사종교란 말은 그 어휘에서 두 가지 개념을 찾아볼 수 있다. 하나는 유사성(類似性), 또 하나는 사이비성이다. 유사성은 모방성과 의사성(擬似性)을 내포하고, 사이비성은 권모술수가 심한 집단이거나 반사회성을 지닌 집단이란 의미가 내포되어 있다. 이 두 개념을 종교적 기성종교를 모태로 비슷하게 움직여 나가는 종교로서 모태의 종교에서 불만을 품고 탈피하여 자기수법의 가르침을 현실화하려는 경우(模倣性)이며, 또 하나는 많은 종교를 역방(歷訪)하고 좋은 점만을 섭취·흡수·조화하여 만든 종교(擬似性)이다. 이 유사성(類似性)에 입각한 종교들은 현대사회에 새롭게 발돋움하고 일어서려는 신흥 종교 속에서 찾아볼 수 있는 유사 종교이다. 둘째, 사이비성에 입각한 종교는 거짓과 권모술수로 행해지는 종교, 즉 종교의 본질이 전혀 없는 것을 종교인 것처럼 위장하고 벌이는 사회운동으로 영웅숭배교를 형성하는 모습이며, 또 하나는 비판기준이 전혀 없이 현실을 반대하고 자연과 동화(同化)하며 역정(逆情) 속에서 현실을 부정하고 또한 현실을 기한부(期限附)로 보려는 등의 자연종교를 들 수 있다. 이는 원시종교(原始宗敎)의 잔존상태라고 말할 수 있다. 또 이들은 표면적으로는 합리적이나 내면에 반사회적 2중교리(二重敎理)를 지닌 종교라고 말할 수도 있다.

## 사이비 종교와 준종교와의 차이
사이비 종교(似而非宗敎)와 준종교(準宗敎)의 차이는 독일계 미국인의 철학자인 파울 틸리히가 도입한 개념이다. 그는 사이비 종교를 기존 종교와의 유사성을 이용해 신도를 의도적으로 속이는 것이고 준종교는 종교와 유사성을 띈 비종교적인 운동의 일종이라고 설명했다.

## 특징
사이비 종교는 종교의 교리도 알고 있기 때문에 반드시 이용해서 범죄를 저지른다는 것이다. 예를 들어 '교주 신격화' 교리를 이용해서 성폭행 을 한다거나, '종말론' 교리를 이용해서 전 재산을 강제로 헌금하도록 해서 패가망신하도록 만들고 집단 생활로 유인하여 감금, 착취, 폭행, 살인, 집단 자살 등을 저지른다거나 기부금 교리를 이용해서 거액의 헌금을 사기치고 선민사상 교리를 이용해서 외부 세력에 대한 테러 행위를 저지르게 하는 것들이다. 이러한 범죄 행위는 당연히 법률상 처벌 대상이다. 교주 신격화나 종말론 교리 등이 있으면 사이비 종교로 강한 의심을 받는 이유는 여러 사이비 종교가 주로 그러한 교리를 범죄에 악용하였기 때문이다. 그러나 교주 신격화나 종말론, 기부금 교리 자체가 사이비 종교를 구분짓는 특성이 아니라 어떤 교리가 되었든지 종교 교리를 이용하여 범죄를 저지르는 곳이 사회적으로 지탄받는 사이비 종교이다.

## 세계적인 사이비종교와 사건
- 신천지예수교 증거장막성전
  - 신천지 대구교회 코로나19 집단 감염 사건
- 옴진리교
  - 마쓰모토 사린 사건
  - 도쿄 지하철 사린 사건
- 오대양 집단 자살사건
- 이라크 레반트 이슬람국가
- 휴거 사건
- 케냐 GNIM 샤카홀라 집단 아사 사건
- 기독교복음선교회 강간 사건
- 만민중앙교회
- 은혜로교회
- 백백교
- 여호와의증인
- 영세교
- 아가동산

## 같이 보기
- 유사과학
- 배금주의
- 크리스천 사이언스
- 긍정적 기독교
- 《나는 신이다: 신이 배신한 사람들》 - 대한민국의 주요 사이비 종교 집단 문제를 고발한 2023년에 공개된 넷플릭스 오리지널 다큐멘터리